# Wiesław Markwitz
Wiesław Czesław Markwitz – polski anestezjolog, doktor habilitowany nauk medycznych.

## Życiorys
W 1981 ukończył studia w Akademii Medycznej w Poznaniu, w 1992 obronił pracę doktorską pt. Porównawcza ocena metod analizy częstości serca płodu w czasie porodu, której promotorem był prof. Grzegorz Bręborowicz, w 2002 habilitował się na podstawie pracy zatytułowanej Zastosowanie pulsoksymetrii i elektrokardiografii płodowej w diagnostyce stanów zagrożenia płodu podczas porodu.
Pracuje na Uniwersytecie Medycznym im. Karola Marcinkowskiego w Poznaniu, oraz był sekretarzem generalnym Polskiego Towarzystwa Medycyny Perinatalnej.

## Odznaczenia
- Złoty Krzyż Zasługi (2015)[3]